# 千種町 (兵庫県)

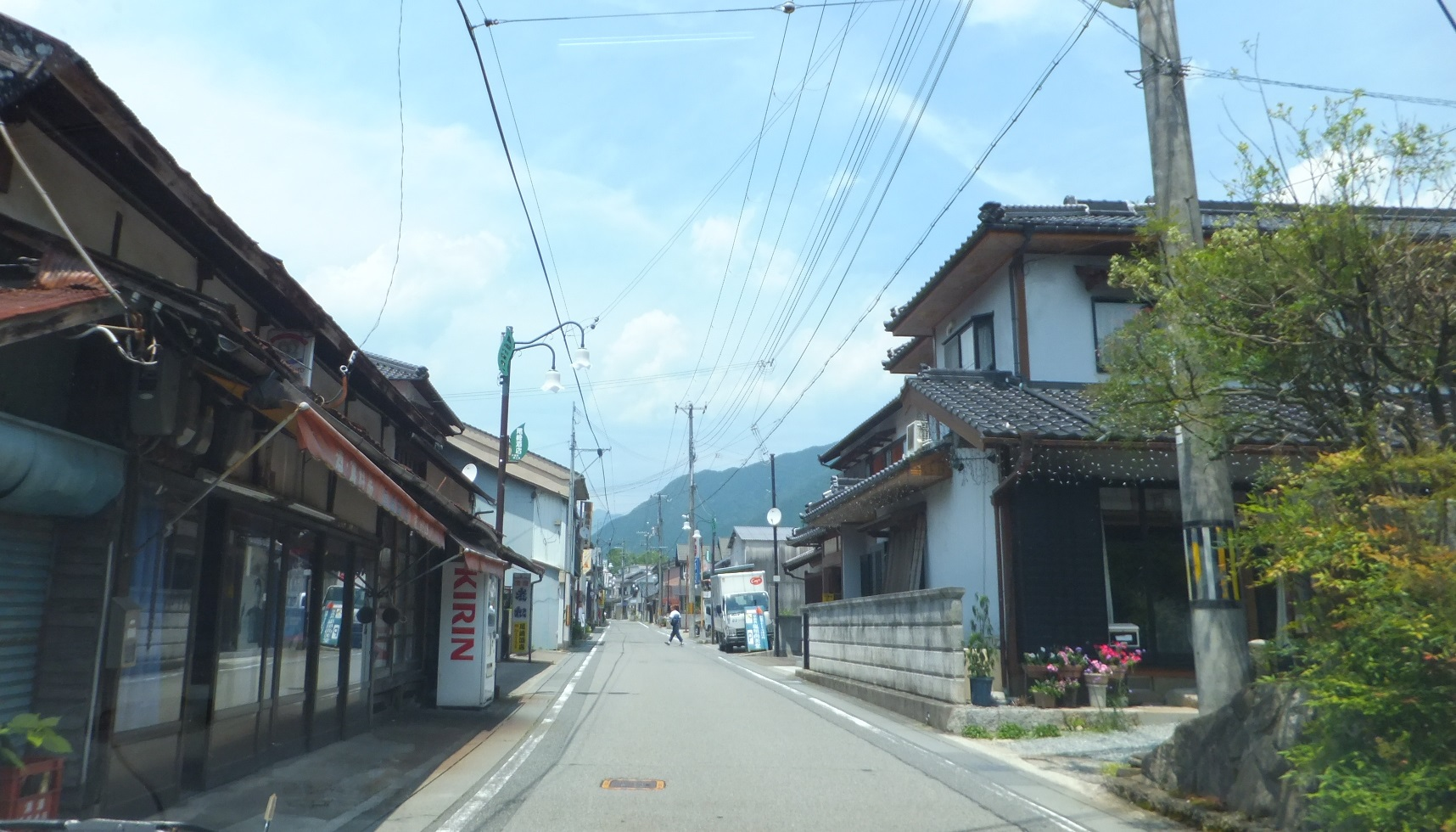
千種町の中心部
黒土で撮影

千種町（ちくさちょう）は、かつて兵庫県の中西部にあった町である。宍粟郡に属した。本項では町制前の名称でもある千種村（ちくさむら）についても述べる。
2005年4月1日、山崎町・一宮町・波賀町・千種町が合併して宍粟市となり消滅した。現在、旧町域は「宍粟市千種町○○」の町丁名になっている。

## 地理
郡北西部に位置しており、古くから千種鉄（宍粟鉄）の産地として発展してきた。千種鉄は上質なことで名をはせており、今もたたら製鉄所跡が残っている。しかし明治に入ると西洋式製鉄に圧されて廃業を余儀なくされ、町の中心産業は林業へと転換が計られたが、安価な外国産木材の流入により需要が激減しており過疎化、少子高齢化が深刻である。町内を横断して国道429号が通っており、西は岡山県津山市、東は波賀町、一宮町へと通じている。町東部で鳥ヶ乢トンネルを介して波賀町と連絡する。

### 名勝
- 千種川の源流域。
- 三室山 (1358m)、後山 (1345m)、笛石山、日名倉山

### 隣接していた自治体
- 宍粟郡（現宍粟市）：波賀町、山崎町、一宮町
- 佐用郡：南光町（現佐用町）、佐用町
- 岡山県英田郡：東粟倉村（現美作市）、西粟倉村
- 鳥取県八頭郡：若桜町

## 歴史
『播磨国風土記』によると古くは神々が腰を下ろす場を意味する「敷草村」と呼ばれていた。また古来より千種鉄の生産地として有名であり、製鉄業を中心に発展した。また、江戸時代には天領となった。維新後は久美浜県、生野県、姫路県（のち飾磨県）を経て、兵庫県の所属となる。

### 沿革
- 1889年（明治22年）4月1日 - 町村制の施行により、西河内村・河内村・河呂村・岩野辺村・千草町・黒土村・鷹巣村・七野村・下河野村・西山村・室村の区域をもって千種村発足。
- 1960年（昭和35年）1月1日 - 千種村が町制施行して千種町となる。
- 1964年（昭和39年）1月1日 - 町章を制定[1]。
- 1972年（昭和47年）4月1日 - 町民憲章を制定[3]。
- 1980年（昭和55年）4月12日 - 町木・町花を制定[3]。
- 1996年（平成8年）4月12日 - 町歌を制定[3]。
- 2005年（平成17年）4月1日 - 一宮町・波賀町・山崎町と合併して宍粟市が発足。同日千種町廃止。

## 経済
農業
『大日本篤農家名鑑』によれば千種村の篤農家は、「石原權策、石原榮、春名久吉、田口芳太郎、中村四七、船曳常吉、平瀬市郎治」などである。

## 行政

### 町花・町木
- 1980年4月12日に制定された[3]。
  - 町花 - ドウダンツツジ
  - 町木 - スギ

### 町章
- 「千」を表わしたものを1964年1月1日に制定された[1][3]。

## 地域

### 人口

#### 人口推移
緑色で示したものが、千種村、千種町および宍粟市千種町の人口
（なお、人口は国勢調査による各年10月1日時点のものである）
＜参考 - #行政上の沿革＞
| 1920年（大正9年）  | 5,397 |
| 1925年（大正14年） | 5,565 |
| 1930年（昭和5年）  | 5,612 |
| 1935年（昭和10年） | 5,571 |
| 1940年（昭和15年） | 5,586 |
| 1947年（昭和22年） | 6,641 |
| 1950年（昭和25年） | 6,877 |
| 1955年（昭和30年） | 6,634 |
| 1960年（昭和35年） | 6,110 |
| 1965年（昭和40年） | 5,557 |
| 1970年（昭和45年） | 5,009 |
| 1975年（昭和50年） | 4,807 |
| 1980年（昭和55年） | 4,571 |
| 1985年（昭和60年） | 4,461 |
| 1990年（平成2年）  | 4,356 |
| 1995年（平成7年）  | 4,405 |
| 2000年（平成12年） | 4,029 |
| 2005年（平成17年） | 3,656 |

### 教育
現在、町内小中学校は全て宍粟市立となっている。
- 千種町立千種南小学校
- 千種町立千種北小学校
- 千種町立千種東小学校 の3つの小学校が統合されて、宍粟市立千種小学校となった。
- 千種町立千種中学校
- 兵庫県立千種高等学校

## 交通
千種には鉄道が通っていないため、住民の足として自動車は不可欠となっている。そのため自家用車の保有率が非常に高い。

### 鉄道
- 町内に鉄道は通っていない。鉄道でアクセスする際の最寄り駅は、兵庫県佐用郡佐用町の西日本旅客鉄道（JR西日本）姫新線播磨徳久駅である。

### 道路
- 国道
  - 国道429号
- 都道府県道
  - 兵庫県道72号若桜下三河線（旧若桜南光線）
  - 兵庫県道154号千種新宮線（旧千種上郡線）
  - 兵庫県道429号岩野辺山崎線（旧内海山崎線）
  - 兵庫県道520号大沢岩野辺線（旧大沢内海線）
- 道の駅
  - ちくさ

### バス
- 神姫バス - 市の中心部である山崎町と連絡
  - 主に山崎高校、千種高校、千種中学校への通学と町内唯一の診療所への足として利用されており住民にとって不可欠のものとなっている。

## 名所・旧跡・観光スポット・祭事・催事
千種町は京阪神からのアクセスが良く、「ちくさ高原」「エーガイヤちくさ」を中心として観光地として発展している。

### 名所・観光スポット
- ちくさ高原

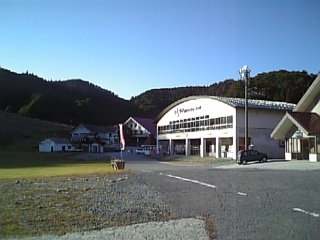
ちくさ高原

  - ちくさ高原スキー場 - 県南部からのアクセスが良いスキー場として有名
  - ちくさ高原キャンプ場
  - ラドンの泉 - ラドンを含む湧水の取水施設
  - コープふるさと村ちくさ
  - たたらの里学習館
- 三室高原 - 過去には青少年野外活動施設とキャンプ場が設置されていた
- 三室の滝
- 平成之大馬鹿門
- 千草カントリークラブ
- エーガイヤちくさ - レストラン・温泉・フィットネスルーム・屋外遊具・川遊び

### 祭り
- 三大祭り
  - 千種念仏 - 4月第3日曜
  - 妙見社夏祭り - 7月第4土曜
  - 川そそ祭り

## 出身有名人
- 大日ノ出崇揚（おおひので たかあき） - 元大相撲力士

## その他
- 水の郷百選：人と人、人と自然にやさしい 活力あるまち
- ツチノコ騒動
- 郵便番号
  - 千種郵便局：671-32xx